# Луковиця (Лімановський повіт)
Луковиця (пол. Łukowica) — село в Польщі, у гміні Луковиця Лімановського повіту Малопольського воєводства.
Населення — 2163 особи (2011).
У 1975—1998 роках село належало до Новосондецького воєводства.

## Географія
Селом протікає річка Луковиця.

## Демографія
Демографічна структура станом на 31 березня 2011 року:
|          | Загалом | Допрацездатний вік | Працездатний вік | Постпрацездатний вік |
| -------- | ------- | ------------------ | ---------------- | -------------------- |
| Чоловіки | 1067    | 294                | 656              | 117                  |
| Жінки    | 1096    | 275                | 616              | 205                  |
| Разом    | 2163    | 569                | 1272             | 322                  |